# Бойко Валентина Володимирівна
Валенти́на Володи́мирівна Бо́йко (нар. 15 січня 1946, с. Чкалове Приазовського району Запорізької області) — українська театральна акторка, співачка, народна артистка України (1993). Членкиня Спілки театральних діячів України.

## Життєпис
1967 — закінчила Київське музичне училище імені Рейнгольда Глієра (викладачка І. Полякова).
1967—1969 — акторка Житомирського обласного українського музично-драматичного театру імені Івана Кочерги.
Від 1979 — акторка Кримського українського музичного театру у Сімферополі.

## Ролі
- Одарка («Запорожець за Дунаєм» Гулака-Артемовського)
- Любаша («Севастопольський вальс» Лістова)
- Керрі («Сестра Керрі» Паулса)
- Сільва, Теодора, Маріца, Баядера («Сільва», «Принцеса цирку», «Маріца», «Баядера» Кальмана)
- Ліллі-Кет («Цілуй мене, Кет!» Портера)
- Розалінда («Кажан» Штраусса)
- Зарема («Бахчисарайський фонтан» за Пушкіним)
- Королева Ганна («Ваш хід, королево!» Журбіна)
- Гордиля («Циганка Аза» Філіпенка)
- Марічка («Чаклунка синіх гір» Сичевського) — премія Спілки театральних діячів імені Марії Заньковецької